# Serres, Aude
Serres är en kommun i departementet Aude i regionen Occitanien i södra Frankrike. Kommunen ligger  i kantonen Couiza som ligger i arrondissementet Limoux. År 2022 hade Serres 88 invånare.

## Befolkningsutveckling
Antalet invånare i kommunen Serres
Referens: INSEE